# SIG SG 540

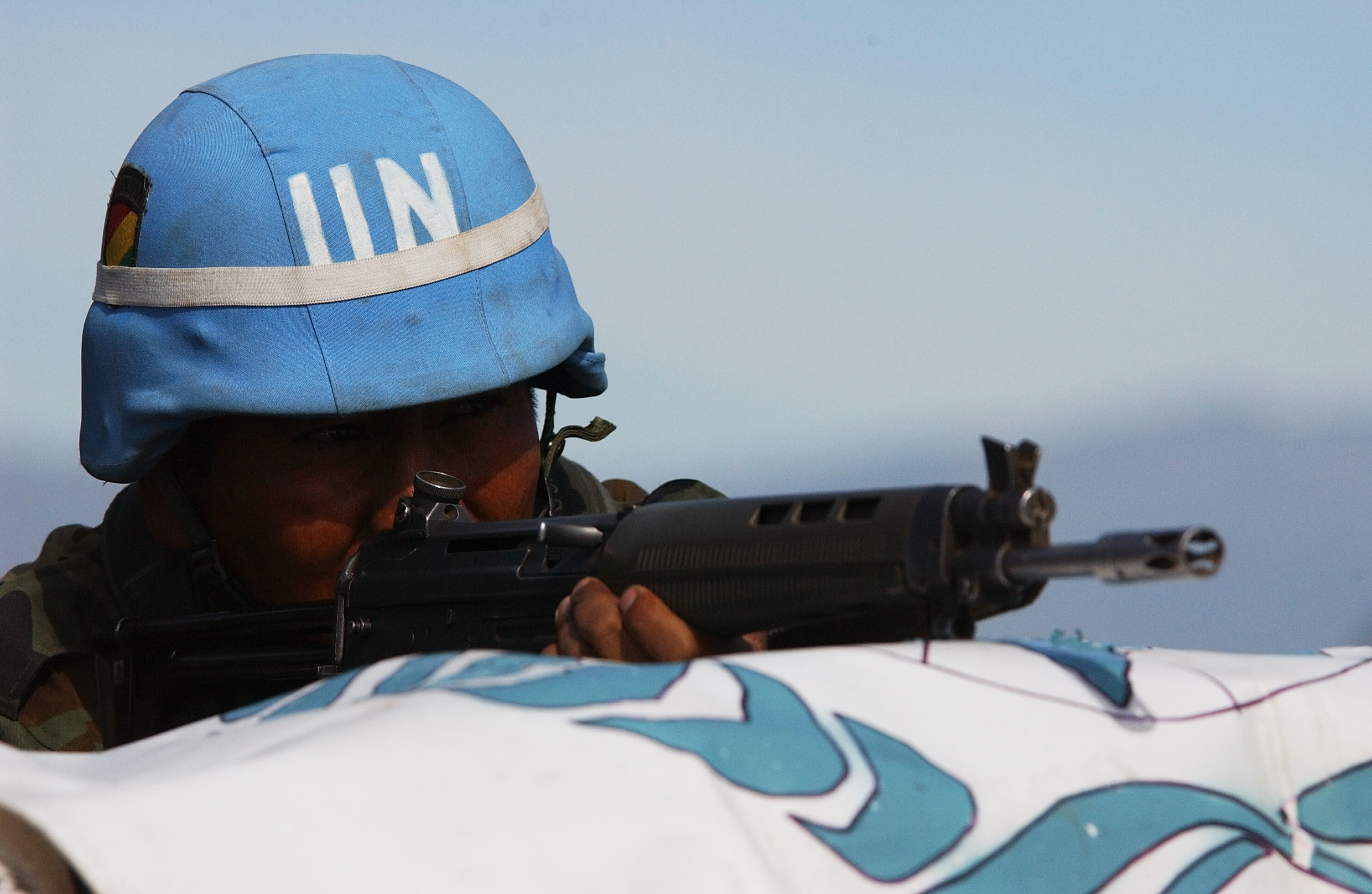
Um militar boliviano armado com seu fuzil SG 542.

OSG 540 é um fuzil de assalto de calibre 5,56 mm desenvolvido na década de 1970 pela empresa Schweizerische Industrie Gesellschaft (SIG) (hoje SIG-Sauer AG) baseada na Suíça  como um projeto privado destinado para exportação, porém, podendo ser um potencial substituto do SG 510 suíço (designado como Stgw 57).